# SC Coimbrões
Der Sporting Clube de Coimbrões ist ein portugiesischer Sportverein aus dem mittlerweile zu Vila Nova de Gaia gehörenden Coimbrões.

## Geschichte und Hintergrund
Der SC Coimbrões wurde am 25. Oktober 1920 gegründet. Im Laufe der Zeit wurden verschiedene Sportarten betrieben. In den 1970er Jahren stellte der Klub mit Belmiro Silva einen erfolgreichen Radrennfahrer, der unter anderem die Portugal-Rundfahrt sowie die Algarve-Rundfahrt gewinnen konnte.
Die Fußballmannschaft des Klubs spielte lange Zeit im regionalen Distriktfußball. 2008 stieg sie in die viertklassige Terceira Divisão auf, bereits zwei Jahre später gelang ihr der Sprung in die Segunda Divisão. 2013 blieb der Klub nach einer Ligareform mit der Einführung des Campeonato Nacional de Seniore als neuer dritthöchster Spielklasse auf dem Spielniveau, wo sich die Mannschaft in der Folge etablierte. Im Sommer 2021 verpasste der Klub dort den Klassenerhalt und rutschte damit aufgrund der gleichzeitigen Einführung der Liga 3 in die Fünftklassigkeit ab. 2024 gelang der Wiederaufstieg in das viertklassige Campeonato de Portugal.
Ihre Heimspiele trägt die Fußballmannschaft des SC Coimbrões im Parque Silva Matos aus, das rund um einen Kunstrasenplatz 3000 Zuschauern Platz bietet.